# آر تو دي تو
آر تو دي تو R2-D2 (يسمى اختصارا «آر تو») هو شخصية خيالية في عالم حرب النجوم. وهو روبوت فضائي يظهر دائما مع رفيقه الآلي سي ثري بي أو، وينضم إلى عديد الشخصيات ويدعمها مثل اناكين سكايواكر، لوك سكاي ووكر، الأميرة ليا، وأوبي وان كينوبي في عدة مراحل من الملحمة. لعب دور الشخصية الممثل كيني بيكر. وهو أحد أربعة شخصيات فقط (مع أناكين سكايواكر (دارث فادر)، أوبي وان كينوبي، وC-3 PO)، ظهرت في كل أفلام حرب النجوم الستة.
تم وضع تصميم آر تو دي تو من قبل جون ستيرز، وصنعت النماذج في شركة بتريك إنجنيرنغ الأسترالية وشركة C & L الإنجليزية. تمت الاستعانة بموجهات اللاسلكي في العديد من المشاهد بالإضافة إلى الرسوم الحاسوبية. واستعملت الدعائم الأصلية لشخصية آر تو دي تو وزميله C-3 PO كدمى في جولات حرب النجوم في ديزني لاند.
تم تحريف اسم الشخصية إلى أرتوريتو Arturito في النسخ الإسبانية ووهي تصغير اسم أرتورو

## التصميم
تاثر جورج لوكاس في تقديمه للشخصية بفيلم الحصن الخفي للمخرج أكيرا كوروساوا عام 1958، خصوصا شخصيتي تاهي وماتاكيشي، الذان أدخلا كترويح كوميدي وكانا مساعدي الجنرال ماكابي. كما استقى لوكاس الشخصية أيضا من الرجال الآليين هيوي، ديوي، ولويس من فيلم الركض الصامت للمخرج دوغلاس ترومبول عام 1972.
يقال أن الاسم اشتق من فيلم سابق للوكاس، هو أميريكان غرافيتي. حيث قال محرر الصوت والتر مورتش أنه كان أصل تسمية الآلي. فقد طلب مورتش إحضار البكرة 2، وتسجيل الحوار 2 (reel 2, dialogue track 2)، بالمختصر "R-2 - D-2 ". كان لوكاس وقتها يعمل على سيناربو حرب النجوم، وقد سمع الاسم وأعجب به.
حسب موسوعة حرب النجوم التي أصدرت بعد فيلم أمل جديد، فإن R2-D2 ترمز للجيل الثاني من الروبوتات الآلية السلسلة 2.

## الظهور في الفيلم

### الثلاثية الأصلية
في الحلقة الرابعة، يظهر آر تو دي تو وزميله C-3 PO على متن السفينة تانتيف 4، مع الأميرة ليا من ألديران، حيث تطاردهم إحدى سفن الإمبراطورية. تقوم ليا بإدخال قرص معلومات داخل آر تو دي تو يحتوي على مخططات لمحطة نجمة الموت، مع شفرة رسالة على عارض الصور داخل الآلي. ويهرب الآليان في قمرة ثم يقعون على كوكب تاتوين قرب مسكن كينوبي.
تم اختطاف الثنائي من قبل كائنات الجاوا وقاموا ببيع الآليين إلى أوين لارس، عم لوك سكايواكر. قام لوك بتنظيف آر تو دي تو من الرمال، واكتشف جزءا من رسالة ليا. اتجه الفريق للبحث عن أوبي وان كينوبي. ثم رحلوا عن تاتوين مع هان سولو وتشوباكا، حيث أرادوا تسليم آر تو دي تو إلى تحالف الثوار. وفي طريقهم تمكنوا من إنقاذ الأميرة ليا والهرب. تم تسليم الخطط إلى التحالف، وحارب آر تو مع لوك خلال الهجوم على المحطة، تعرض بعدها لتلف شديد، لكن تم إصلاحه قبل الاحتفال في نهاية الفيلم.
في الحلقة الخامسة، قام آر تو دي تو بمرافقة لوك إلى كوكب داغوبا للبحث عن المعلم يودا، ورافقه لاحقا إلى كوكب بسبين، حيث ساعدهم بإصلاح C-3PO وفك شفرة حواسيب الأمان في المدينة. كما ساعد في هروب الثوار من القوات الإمبراطورية.
في الحلقة السادسة، لعب آر تو دورا حيويا في إنقاذ الفريق من جابا ذا هات، كما انضم للثوار في معركة إندور. يصاب آر تو بشدة أثناء المعركة بين القوات الإمبراطورية والثوار، لكن تم إصلاحه قبل الاحتفال بدمار نجمة الموت الثانية.

### الثلاثية التالية
في الحلقة الأولى (تهديد الشبح)، وتقع أحداثها قبل 32 سنة من الحلقة الرابعة، ظهر آر تو دي تو بين قوات الدفاع في نابو وكان أحد الآليين الأربعة الذين وضعوا لإصلاح سفينة الملكة بادمي أميدالا وهي تحاول اجتياز حصار الاتحاد التجاري. كان آر تو دي تو هو الناجي الوحيد من الأربعة، وكان جزءا من فريق كوي غون جين على كوكب تاتوين والتقى مع C-3 PO وأناكين سكايواكر. وظهر لاحقا في مقاتلة أناكين خلال معركة نابو.
في الحلقة الثانية، وتقع أحداثها بعد 10 سنوات، يظهر تو دي تو وهو ما يزال برفقة أناكين وأوبي وان. كما رافق أناكين وبادمي إلى نابو، وبعدها إلى تاتوين عندما حاول أناكين إنقاذ أمه، واجتمع مجددا مع C-3PO، ودخل الاثنان في عدة مغامرات على كوكب جيونوسيس، وشهد مع زميله زواج أناكين وبادمي.
في الحلقة الثالثة: انتقام السيث، قام آر تو دي تو بمساعدة أناكين وأوبي وان في مهمتهم لإنقاذ المستشار بالباتين من سفينة الكونت دوكو. وبعد تأسيس الإمبراطورية المجرية نهاية الفيلم، تم محو ذكرة C-3PO لحماية لوك سكايواكر والأميرة ليا من أبيهما، الذي وقع في الجانب المظلم وأصبح دارث فادر. لكن ذاكرة آر تو دي تو ظلت دون مسح. (وهو الوحيد الذي كان يعرف تاريخ عائلة سكايواكر في فيلم عودة الجيداي). أصبح آر تو دي تو وزميله من أملاك النقيب ريموس أنتيلس على متن السفينة الحربية تانتيف 4.

## العالم الموسع
- ظهر آر تو دي تو مع سي ثري بي أو في مسلسلهم الخاص، حرب النجوم: الآليون، وتقع أحداثه قبل أن يتعرفوا على لوك سكايواكر.
- في العديد من روايات حرب النجوم المختلفة والمجلات المصورة، لعب الثنائي الآلي أدوارا صغيرة لكنها هامة، حيث يساعدون الأبطال الرئيسيين في مهامهم.
- يظهر آر تو دي تو في فيلم حرب النجوم عام 2008 «حرب المستنسخين»، والمسلسل المتفرع عنه بنفس الاسم.

## الإنتاج
في أفلام حرب النجوم الأصلية، كان هناك نموذجان من الشخصية، أحدهما يتم التحكم به عن بعد ويتحرك على في ثلاثة سيقان ذات عجلات، وآخر لبسه الممثل كيني بيكر ويمشي على ساقين.
في فيلم هجوم المستنسخين، كان هناك 15 نموذج من آر تو دي تو. ثمانية منها تم تحريكها باللاسلكي؛ اثنان منها لبسهما بيكر؛ وباقيها كانت نماذج مجازفات يتم تحريكها بخيوط دمى أو تسحب بالأسلاك. كانت النماذج الآلية عرضة للفشل، خصوصا في مشاهد تاتوين التي صورت في تونس.
تم وضع صوت آر تو دي تو من قبل مصمم الصوت بن بورت، واستعمل مكون الصوت ARP 2600، بالإضافة إلى مؤثراته الصوتية الخاصة.
بالرغم من أن اسم كيني بيكر موجود بين الطاقم، فقد زعم أنطوني دانيالز (الذي لعب دور C-3PO)، أن بيكر لم يصور أي مشهد في فيلم انتقام السيث. بيكر بنفسه قال أنه ربما ظهر في لقطات صورت من الفيلم السابق.

## الشعبية
- أدخل آر تو دي تو في قاعة مشاهير الآليين في 2003.
- قال إيوان ماك غريغور، الذي لعب دور أوبي وان كينوبي في الثلاثية السابقة، "حالما يدخل آر تو دي تو إلى الموقع، يتصرف الجميع بشكل مضحك”. وذكر أن ابنته ذات الأربع عشر عاما كانت تعشقه، وقال هو عنه: ".. . هناك شيء بداخله يجعلك تشعر بالمودة اتجاهه. ربما كان شكله، أو صوته عالي النبرة. في الحقيقة، وأعتقد أنه كان شخصية لوكاس المفضلة". وأكد لوكاس هذا في التعليق السمعي للحلقة الثالثة على دي في دي. في هذه المناقشة على التعليق السمعي، وقال أنه تعمد أن ينقذ آر تو دي تو الموقف على الأقل مرة في كل فيلم.
- كان آر تو دي تو ضيفا مع زميله سي ثري بي أو في حلقتين من مسلسل شارع السمسم. واستخدم في الحلقة نموذج يتحرك عن بعد.
- ظهر آر تو دي تو مع سي ثري بي أو كمقدمين في حفل جوائز الأكاديمية الخمسين عام 1978.